# Мавзолей Абд аль-Ахад-хана
Мавзолей Абд аль-Ахад-хана — архитектурный памятник, входящий в комплекс Касим Шейх в Кармане. Он был построен в 1911 года бухарским эмиром Сайидом Мир Мухаммад Алим-ханом вокруг могилы своего отца Абд аль-Ахад-хана. Он расположен в юго-западной части комплекса Мухаммада ибн аль-Касима Шейха. Исследования археологов показали, что трупов (костей) здесь нет. Он был отреставрирован в 2000-2001 гг. и вновь отреставрирован в 2017 года, во время реставрации в 2017 года были полностью снесены помещения на северной стороне мавзолея, а затем вновь отреставрированы. В 2019 году мавзолей Абд аль-Ахад-хана включен в oбъекты материального культурного наследия Узбекистана республиканского значения находящихся под охраной государства.

## История
Эмир Абд аль-Ахад-хан скончался в парке Хайрабад близ Карманы 7 января 1911 года, на шестой день мухаррама 1329 г. хиджры[3], от болезни почек. Его тело было привезено и захоронено рядом с домом Касим Шейха в Кармане, а вокруг него амир Саид Олим Хан построил мавзолей.

## Архитектура
Мавзолей Абд аль-Ахад-хана построен из обожженного кирпича в форме квадрата. В северной и восточной частях расположены комнаты, вход находится с восточной стороны. Дверь двустворчатая, верхняя ее часть  покрыта мраморной надписью. Имеется небольшой коридор, верхняя часть которого оформлена куполом. Вход во двор избы осуществляется из коридора. С одной стороны коридора находится дверь, ведущая в келью. Внутреннее пространство мавзолея имеет более широкий двор с южной стороны и деревянное крыльцо с северо-западной стороны. Напротив крыльца находится могила в форме квадрата Абд аль-Ахадхана, облицованная серым мрамором и гранитом. Высота могилы - 2 м, стороны - 3х3 м. На стене с северной стороны сагана были сделаны надписи арабской вязью. В результате выветривания камней и покрытия солью надписи стало невозможно прочесть.

## Открытие могилы
Могила Амира Абд аль-Ахад-хана дважды вскрывалась в годы советской власти.
Впервые могила была вскрыта в 1942-1943 годах (по другому источнику - в 1943-1944 годах). Вскрытие могилы было вызвано слухами о том, что Амир Саид Алимхан мог бежать с золотом из Бухары, спрятав его там.
В 1984 году могила была вскрыта во второй раз. Археологи, раскопавшие могилу, не нашли в ней ничего, кроме костей маленьких пальцев. При первом вскрытии могилы был сделан вывод, что кости были собраны и вывезены
В 2001 году в комплексе Касим Шейха были проведены ремонтные работы, и в третий раз там открылась святыня Абдулахад-хана.

## Галерея

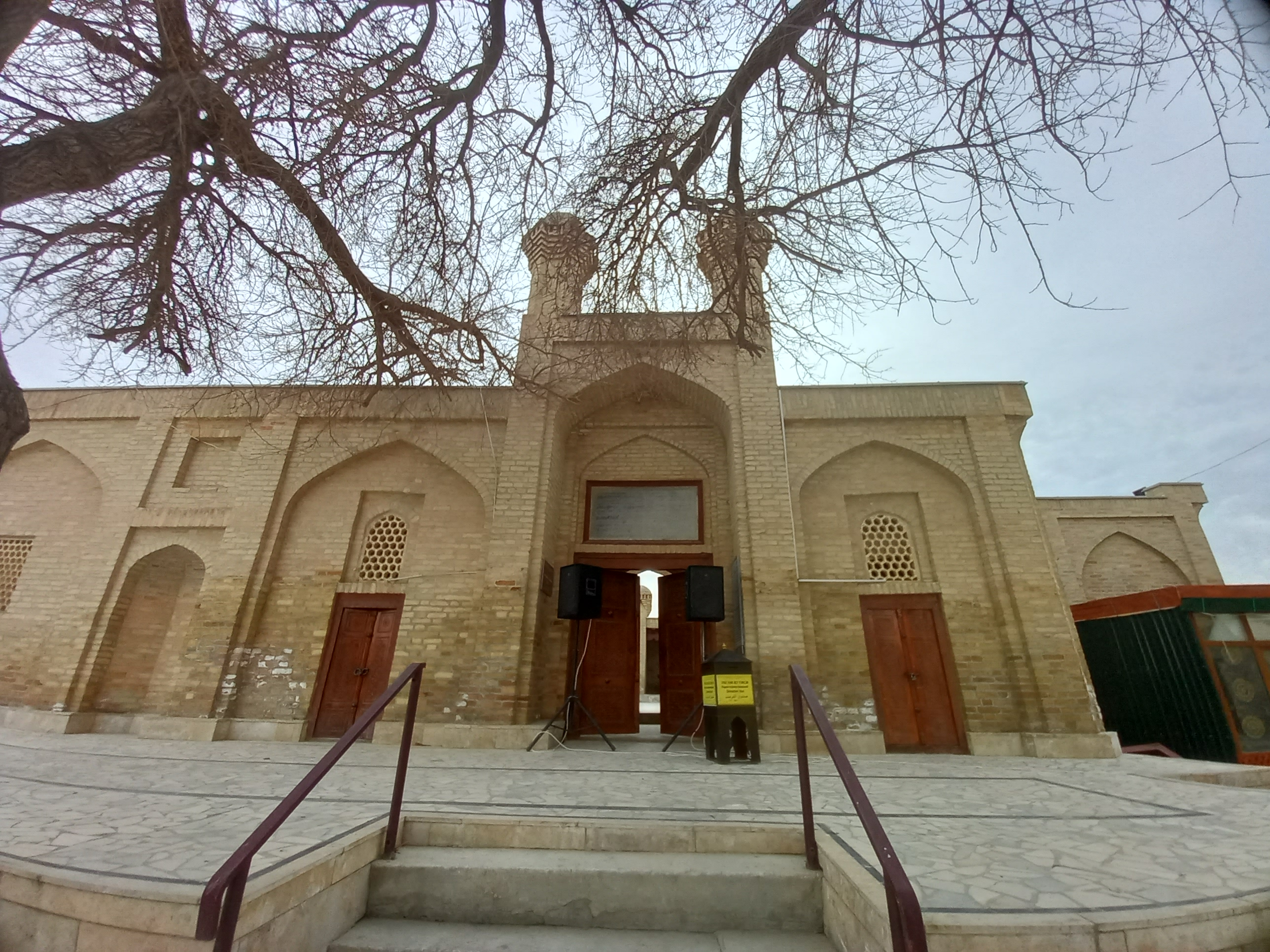
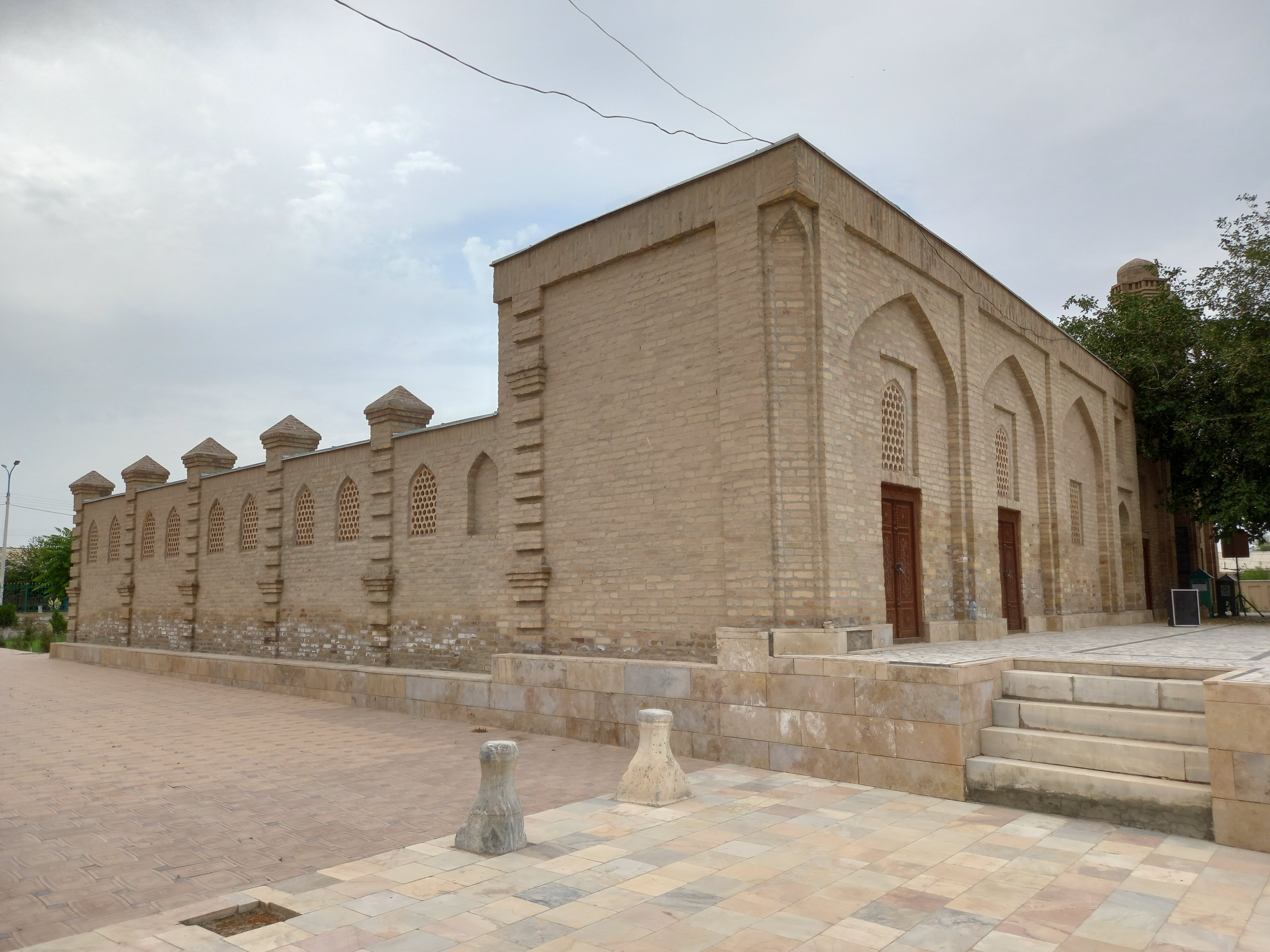
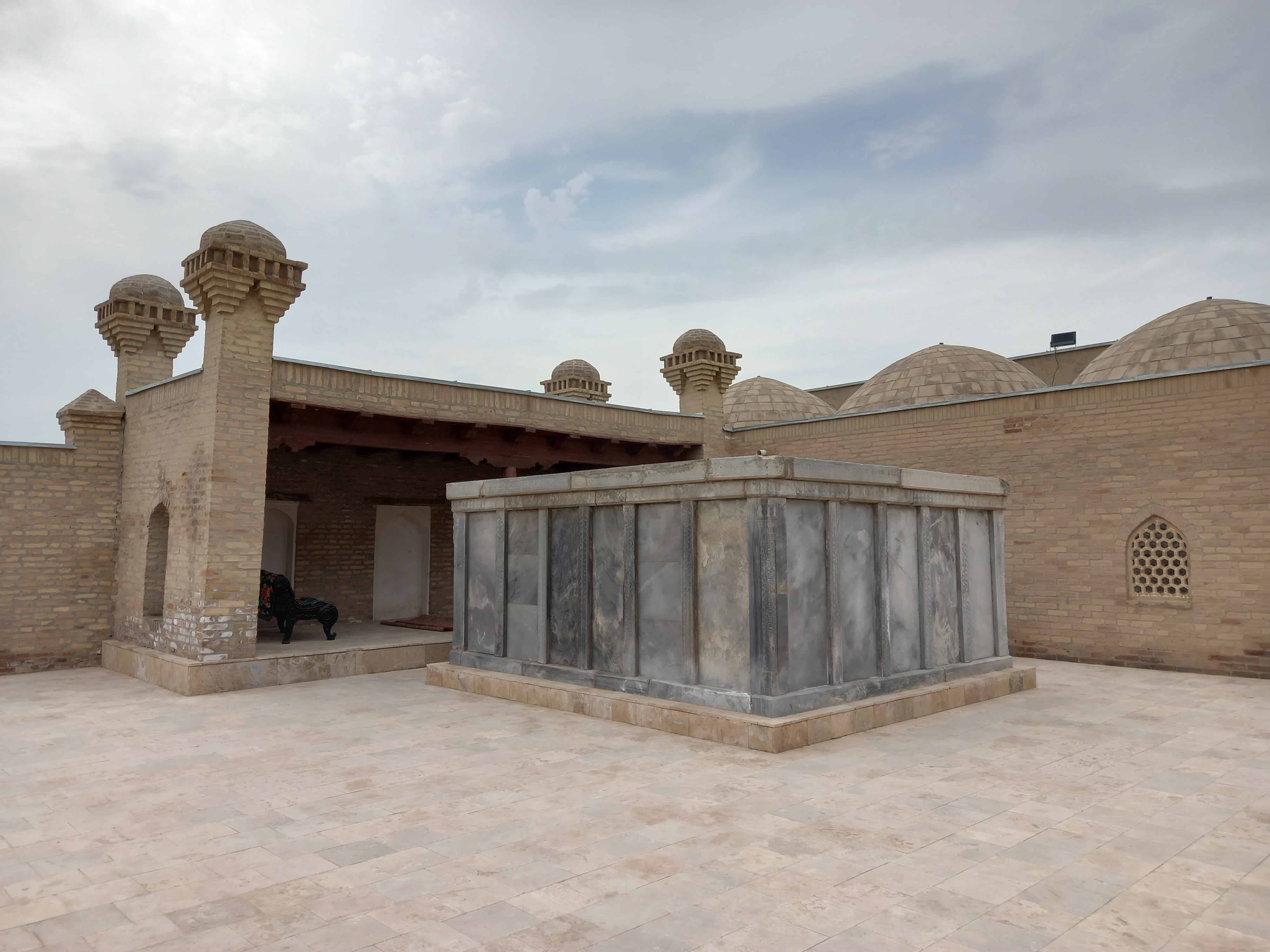
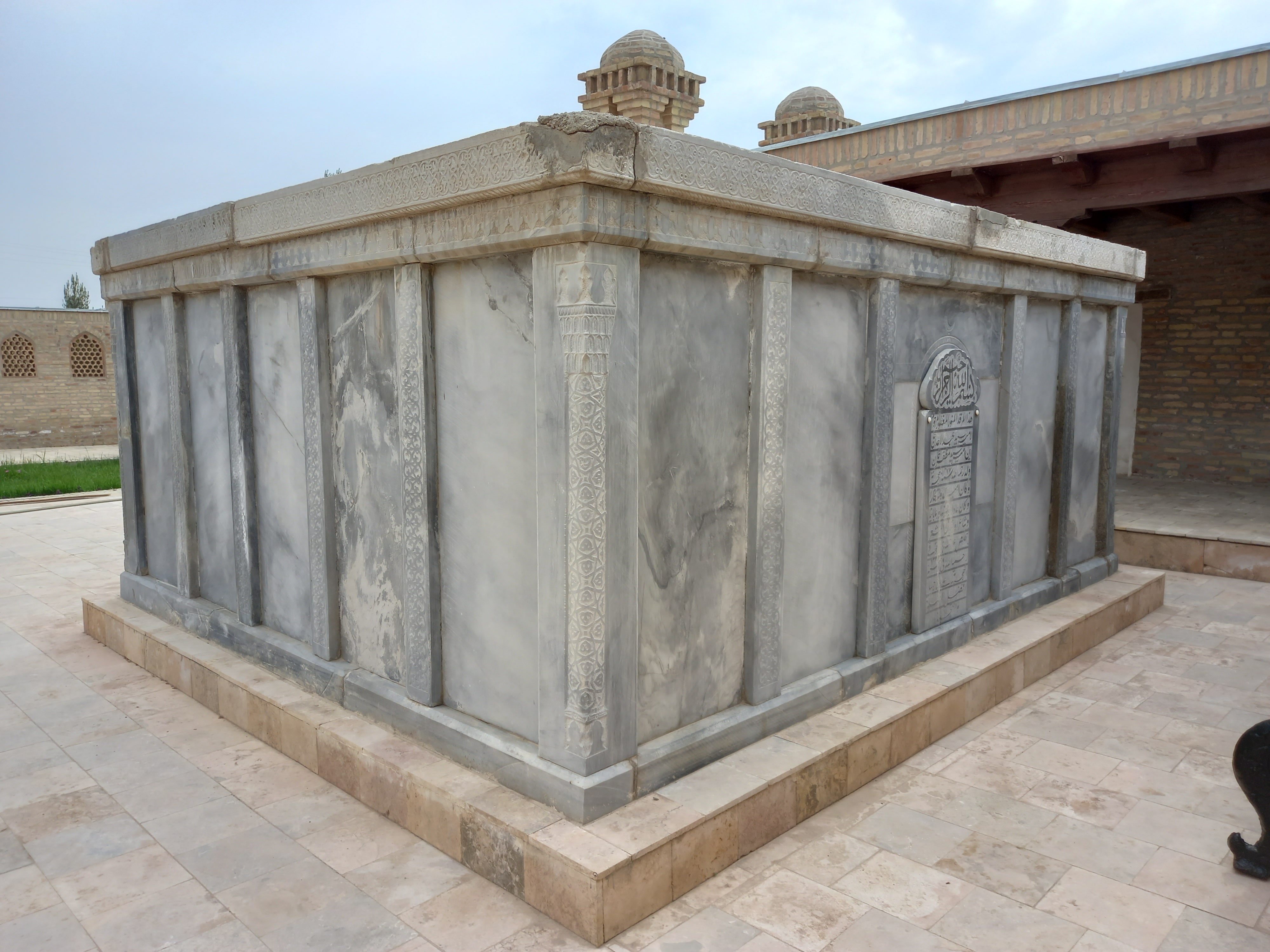
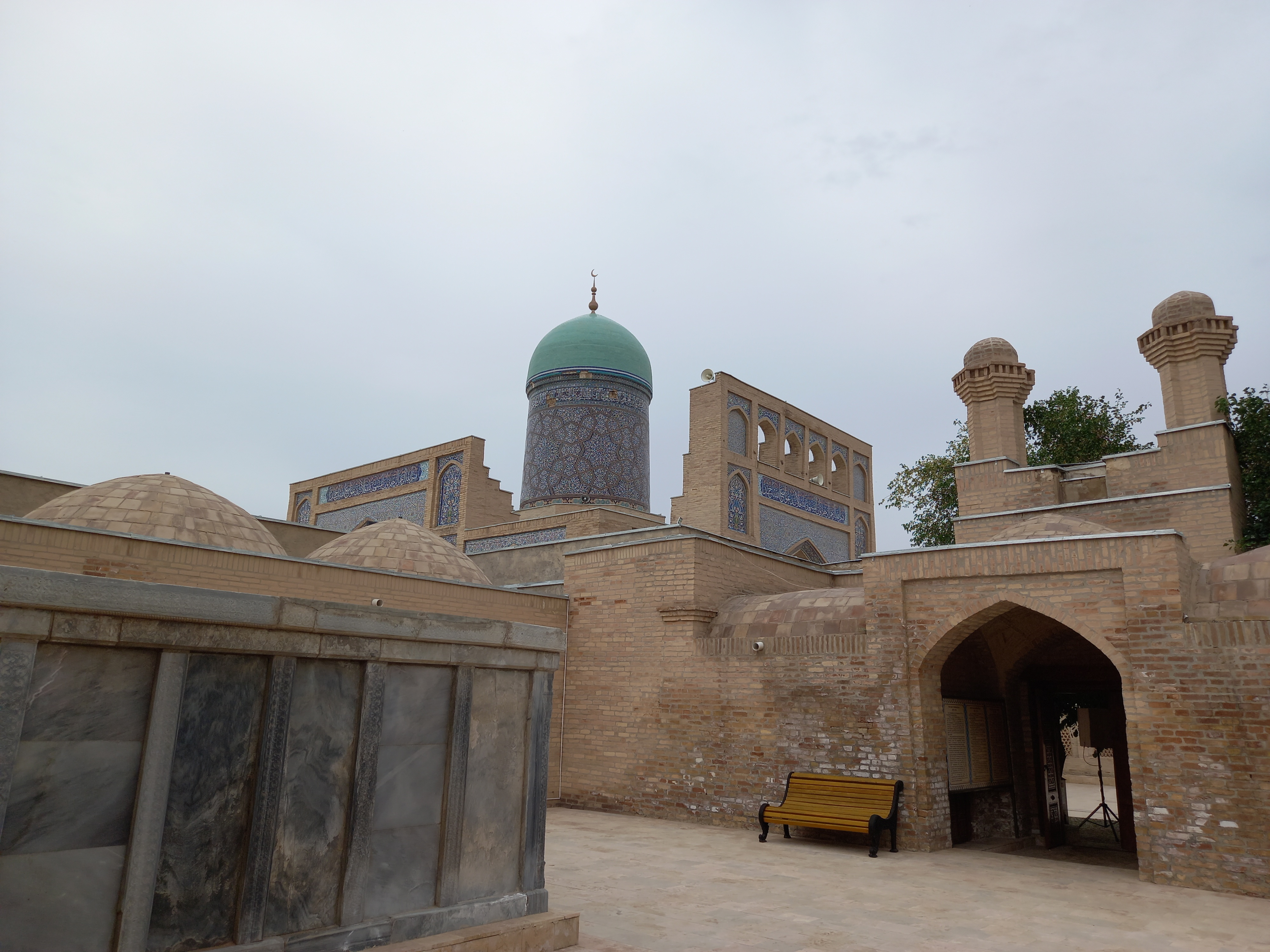
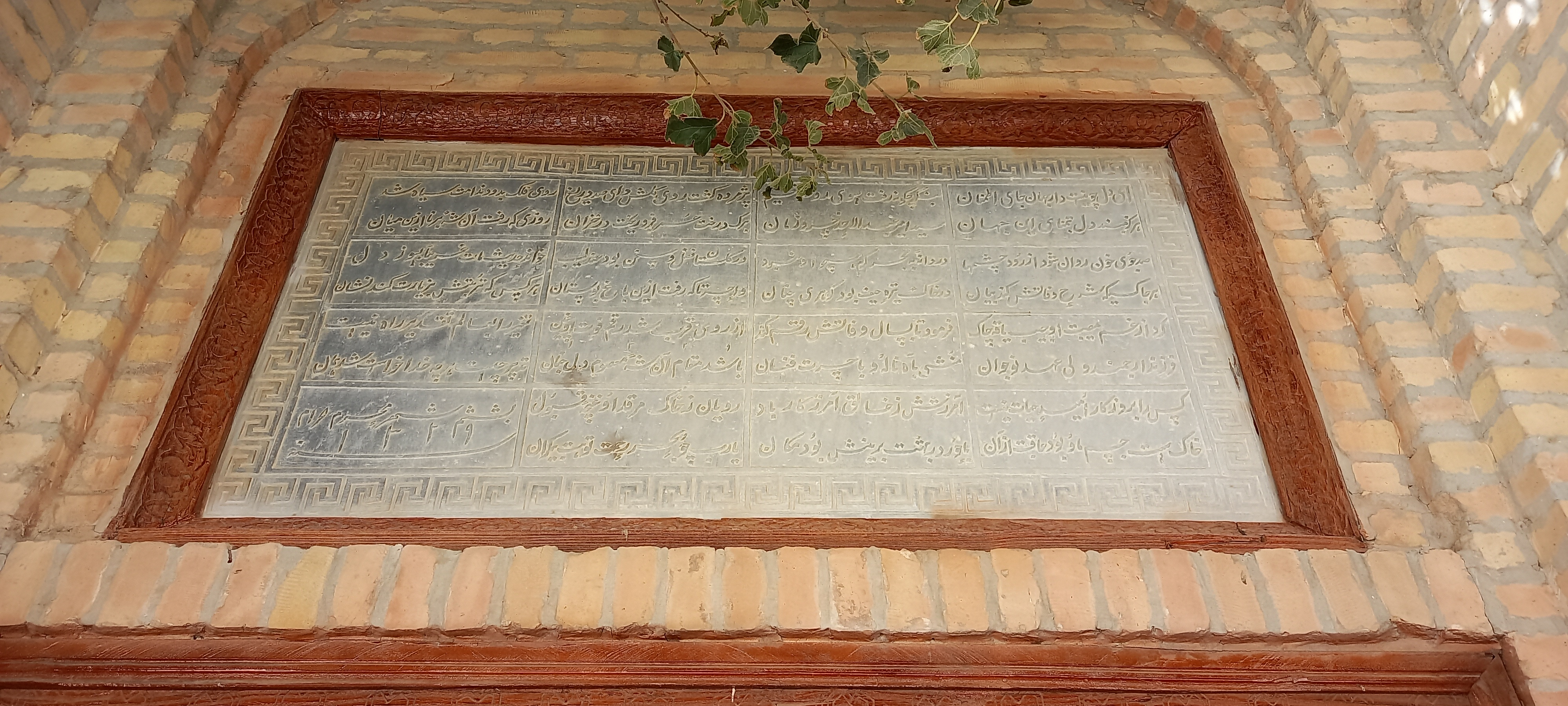
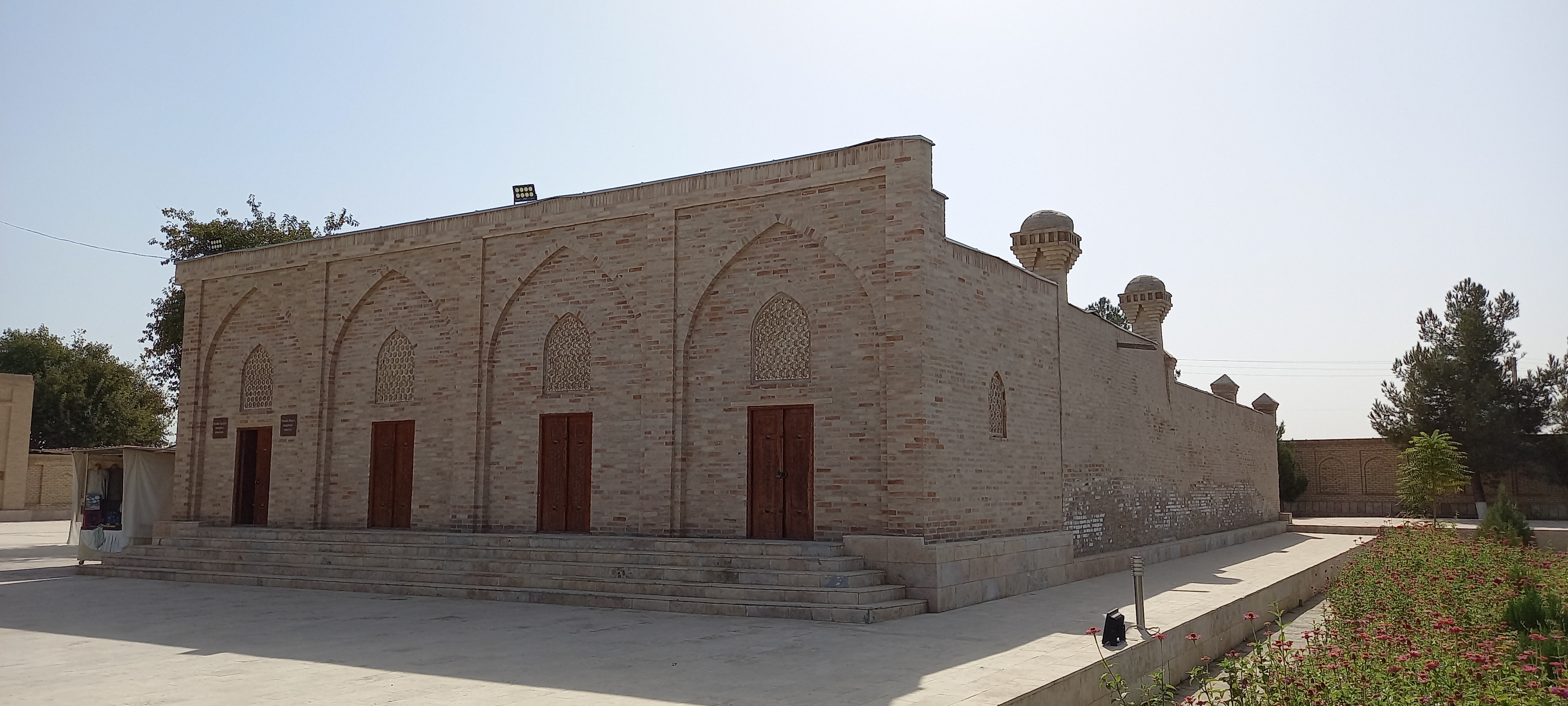
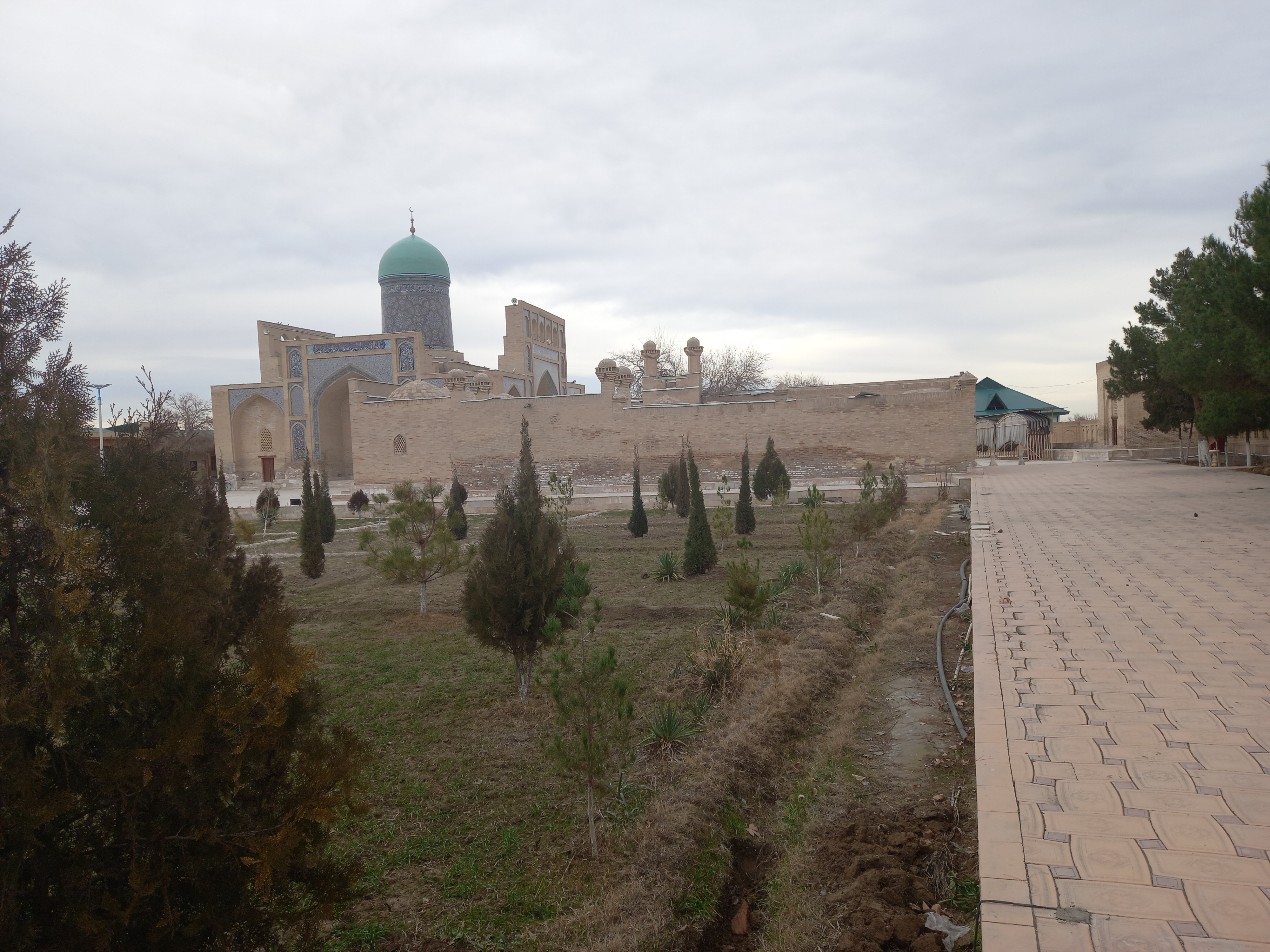